# Distretto di Nilphamari
Il distretto di Nilphamari è un distretto del Bangladesh situato nella divisione di Rangpur. La città principale è Nilphamari.

## Suddivisioni
Il distretto di Nilphamari si suddivide nei seguenti sottodistretti (upazila):
- Dimla
- Domar
- Jaldhaka
- Kishoreganj
- Nilphamari Sadar
- Saidpur